# Tomás García Ribas
Tomás García Ribas, realmente Tomás Garcías Garcías, (Campos o Las Salinas, Baleares, 17 de enero de 1915 - Campos,  17 de octubre de 1997) fue un ciclista español que corrió en la década de los años 40 del siglo XX.

## Palmarés
1939
- 1º en la Vuelta a Mallorca

1942
- Campeón de Baleares en ruta

1945
- Campeón de Baleares tras moto comercial

1946
- Campeón de Baleares tras moto stayer